# いわき狂言強盗でっち上げ事件
いわき狂言強盗でっち上げ事件（いわききょうげんごうとうでっちあげじけん）とは、福島県いわき市の強盗事件に端を発する冤罪事件。福島県警いわき東警察署が事件を見抜けず「狂言強盗」と思い込み、本来の被害者である主婦を検挙し（犯人としてでっち上げ）た事件である。

## 事件の発端
1978年10月7日午前零時半ごろ、福島県いわき市の民家に強盗が押し入った。強盗は家にいた主婦の手足を縛りあげ、タンスの中にあった財布から2500円を奪って逃走した。
主婦は警察に通報し、駆けつけた警察官から事情聴取を受けた。この際、主婦は気が動転していたため、犯人の人相や襲われた状況をうまく説明できなかった。その様子を見たいわき東署の警察官は、主婦が嘘をついていると思い込み、狂言強盗事件として捜査を始めた。この初動捜査の誤りが、後のでっち上げにつながることになる。

## 事件の概要
初動捜査を誤ったいわき東署は、主婦を完全に犯人扱いし、3日間にも及ぶ厳しい取り調べを行なった。主婦は当初から無実を訴えていたが、警察官は全く耳を貸さず、勝手に自白調書を書き上げていった。連日の厳しい取り調べに疲弊し、これ以上拘束されることを恐れた主婦は、渋々調書にサインし、やってもいない狂言強盗を認めた。自白調書を得たいわき東署は、主婦を軽犯罪法違反（虚偽申告）で検挙し、いわき区検察庁に送致した。その後、主婦はいわき簡易裁判所で科料3000円の略式命令を受けた。
しかし、その翌年の1月、別の強盗事件で埼玉県警大宮警察署に逮捕された犯人が、余罪として、「いわき市で主婦を襲った」と自供したため、主婦の無実が証明されることとなった。

## その後の顛末
いわき簡裁は、主婦に下した略式命令を取り消し、無罪を言い渡した。
また、国家公安委員会は、1980年1月の定例委員会で、「この捜査は先入観と見込み捜査が先行し、捜査に重大なミスがあった」と認め、当時の警察本部長及び刑事部長を訓戒処分とした。福島県警察も、捜査第一課長やいわき東署長らに戒告処分を下し、主婦に陳謝した。